# Mount Lanning
Mount Lanning ist ein 1820 m hoher Berg im westantarktischen Ellsworthland. Er ragt an der Südseite des Newcomber Gletschers in einer Entfernung von 8 km südöstlich des Mount Warren im nördlichen Teil der Sentinel Range des Ellsworthgebirges auf.
Der United States Geological Survey kartierte ihn anhand eigener Vermessungen und mithilfe von Luftaufnahmen der United States Navy zwischen 1957 und 1959. Das Advisory Committee on Antarctic Names benannte ihn 1961 nach Leutnant Delmar L. Lanning von der United States Air Force, der an der Errichtung der Amundsen-Scott-Südpolstation in den Jahren von 1956 bis 1957 beteiligt war.